# Coronilla glauca
La coronilla  o coletuy  (Coronilla glauca) es un arbusto de la familia de las fabáceas.

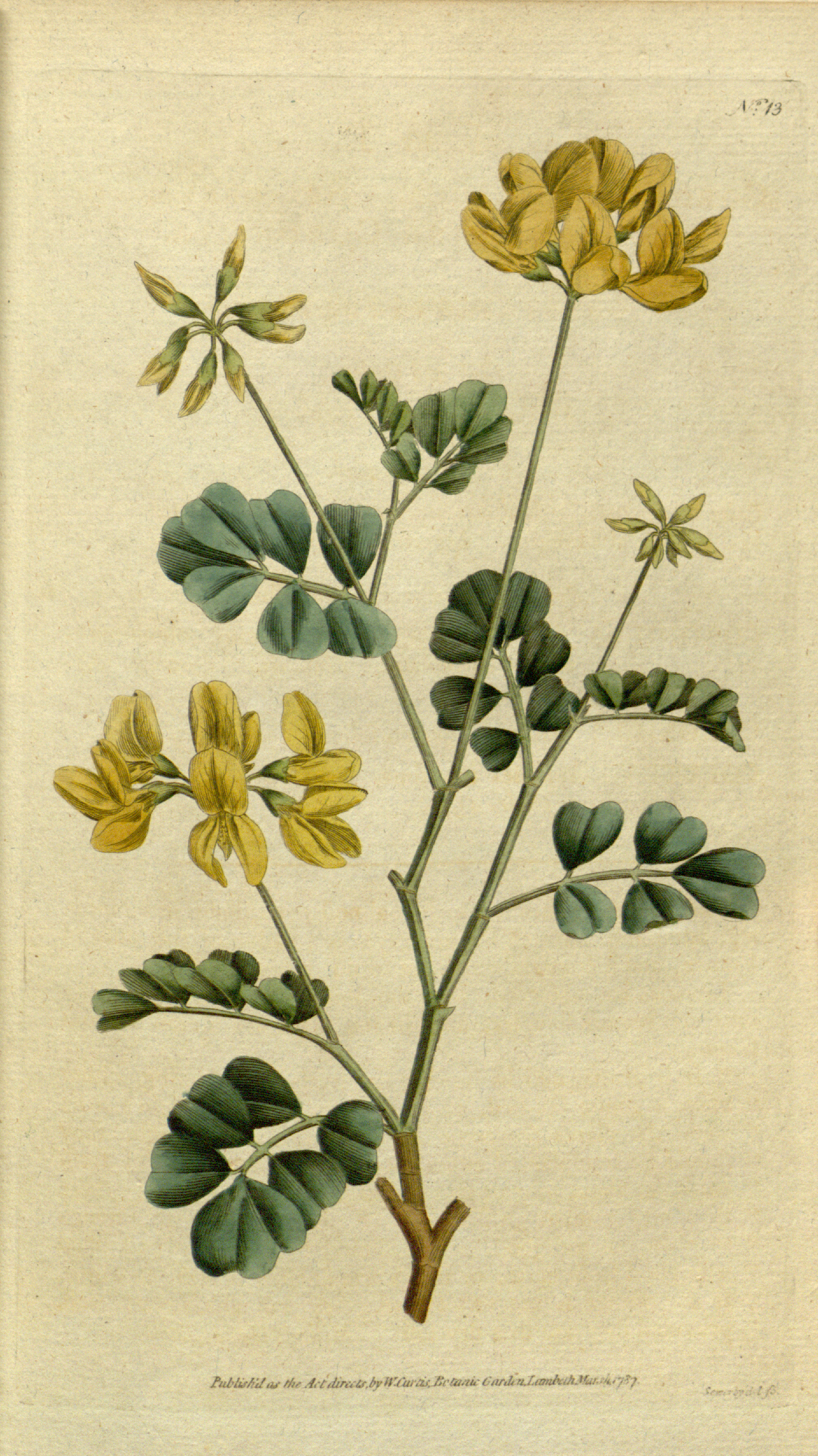
Ilustración

## Descripción
Arbusto de 50-100 cm de altura, erecto, muy ramificado; las ramas jóvenes herbáceas, glabras. Hojas imparipinnadas; folíolos siempre verdes en 2-3 pares, con el folíolo terminal más grande, de hasta 2 cm de largo, escotados hasta cortados y glaucos; estípulas libres, de 2-6 mm de largo, ovaladas hasta lanceoladas, membranosas, caedizas. Flores de 7-12 mm de largo, amarillas, cortamente pedunculadas, en número de 4-12 en densas umbelas cuyos pedúnculos superan claramente a las hojas; estandarte y alas más largos que la quilla; cáliz acampanado, más corto que el pedúnculo de la flor, con 5 dientes muy pequeños; los 2 superiores unidos por crecimiento. Vaina de 1-5 cm de largo, colgante, comprimida, con 1-10 constricciones que se separan fácilmente.

## Distribución y hábitat
En el Mediterráneo. En la península ibérica, aparece esporádicamente por el este centro y sur; desde Cataluña hasta el centro-norte de Portugal. En Baleares crece en las islas de Mallorca y Menorca. En el noroeste de África. Habita en suelos rocosos calcáreos, en el piso inferior, pudiendo ascender en las montañas hasta cerca de los 1000 m de altitud.

## Importancia económica y cultural
Usos
Se cultiva con cierta frecuencia como planta ornamental, y escapa de cultivo y se naturaliza con facilidad. Se utiliza en jardines meridionales aislado o en pequeños grupos. También se puede utilizar como setos recortados, pero se le suprime gran parte de la floración. Clima templado. Exposición a pleno sol. No presenta problemas de plagas y enfermedades. Se reproduce por esquejes y también por semillas.

## Taxonomía
Coronilla glauca fue descrita por Carlos Linneo y publicado en Centuria I. Plantarum... 23. 1755.
Etimología
Coronilla: género de las Leguminosas establecido por Tournefort y revalidado por Linneo; el nombre se tomaba de Lobelius, quien a su vez se inspiró en el nombre vulgar español, según Carolus Clusius, de la C. minima subsp. lotoides (Koch) Nyman (C. clusii auct., Leguminosas), “Coronilla del Rey” –esp. coronilla f. = diminutivo de corona–. Se alude a la forma de la inflorescencia.
glauca: epíteto latino que significa "verde azulada".
Citología
Número de cromosomas de Coronilla glauca (Fam. Leguminosae) y táxones infraespecíficos: 2n=24
Sinonimia
- Coronilla argentea L.
- Coronilla valentina subsp. glauca (L.) Batt.
- Coronilla pentaphylloides (Rouy) A.W.Hill

## Nombre comunes
- Castellano: coletuy, coletú, coronilla, gayomba, lentejuela, ramitos de oro, ruda inglesa,[9] carolinas.